# Eduardo de la Torre
Eduardo de la Torre (* 4. Dezember 1962 in Guadalajara, Jalisco) ist ein ehemaliger mexikanischer Fußballspieler, der fast ausschließlich bei seinem Heimatverein Chivas Guadalajara unter Vertrag stand. Der auch unter dem Spitznamen „Yayo“ (Opa) bekannte Mittelstürmer ist ein Sohn der Chivas-Legende Javier de la Torre, der den Verein aus Guadalajara zwischen 1960 und 1973 trainierte und in diesem Zeitraum fünfmal zum Gewinn der Meisterschaft führte.

## Karriere
In den späten 1980er Jahren war Yayo de la Torre der beste Angriffsspieler seines langjährigen Vereins CD Guadalajara und zusammen mit dem Torwart Javier Ledesma ein Idol der Chivas-Fans. In den vier Spielzeiten von 1986/87 bis 1989/90 erzielte er insgesamt 52 Tore und war in jeder Saison der erfolgreichste Torschütze seiner Mannschaft. Mit den 16 Toren in der Saison 1986/87 und seinen beiden Toren im Finalrückspiel gegen Cruz Azul (Endergebnis 3:0, Hinspiel 1:2) hatte Yayo entscheidenden Anteil am Gewinn der ersten Meisterschaft Guadalajaras nach 17 mageren Jahren. Mit Ausnahme seiner letzten Spielzeit, in der er beim Querétaro Fútbol Club unter Vertrag stand, verbrachte Yayo seine restliche aktive Laufbahn (1982 bis 1993) in Diensten von Chivas Guadalajara.
Yayo de la Torre gab sein Länderspieldebüt am 8. August 1984 in Dublin gegen Irland (0:0) und kam bis zum Ende des Jahres 1984 zu insgesamt sieben Länderspieleinsätzen. Obwohl er sechs dieser Spiele in voller Länge bestritt und immer in der Angriffsreihe vertreten war, erzielte er bei dieser Gelegenheit keinen einzigen Treffer. Danach wurde er lange nicht mehr in die Nationalmannschaft berufen und verpasste somit auch die im eigenen Land ausgetragene WM 1986. Seine weiteren zehn Länderspieleinsätze absolvierte de la Torre zwischen März 1987 und Februar 1988. Dabei erzielte Yayo acht Tore und einmal sogar drei in einem Spiel beim 6:0-Sieg gegen die Bermudas am 13. Mai 1987.
Nach seiner aktiven Laufbahn war Eduardo de la Torre für verschiedene Vereine als Trainer tätig, unter anderem auch für seinen Heimatverein Guadalajara im Jahr 2003.

## Erfolge
- Mexikanischer Meister: 1986/87

## Weblink mit Spielerfoto
- ¡Gracias a todos, campeones! – inoffizielle Fanpage (Memento vom 11. Juni 2008 im Internet Archive) (spanisch)

| Personendaten    | Personendaten                |
| ---------------- | ---------------------------- |
| NAME             | Torre, Eduardo de la         |
| KURZBESCHREIBUNG | mexikanischer Fußballspieler |
| GEBURTSDATUM     | 4. Dezember 1962             |
| GEBURTSORT       | Guadalajara, Jalisco         |